# Moravská Třebová
Moravská Třebová település Csehországban, a Svitavyi járásban. Moravská Třebová Kamenná Horka, Útěchov, Rozstání, Sklené, Dlouhá Loučka, Staré Město, Malíkov, Pohledy, Kunčina, Koclířov és Linhartice településekkel határos. Lakosainak száma 9715 fő (2024. január 1.).

## Népesség
A település lakosságának változását az alábbi diagram mutatja:
| Lakosok száma | 5192 | 10 321 | 9149 | 7956 | 10 966 | 11 586 | 10 224 | 10 070 | 9656 | 9715 |
|               | 1869 | 1890   | 1921 | 1950 | 1980   | 2001   | 2017   | 2019   | 2022 | 2024 |